# Amtsapotheker
Als Amtsapotheker bezeichnet man in Deutschland hauptamtlich beschäftigte pharmazeutische Fachbeamte oder Fachangestellte im Gesundheitsamt eines Kreises oder einer kreisfreien Stadt in Nordrhein-Westfalen (NRW). Es sind approbierte Apotheker, die in der Regel zum Fachapotheker für Öffentliches Gesundheitswesen weitergebildet sind.

## Gesetzliche Grundlage
Den gesetzlich fixierten Begriff „Amtsapotheker“ gibt es nur im Bundesland Nordrhein-Westfalen (NRW). Die Funktion des Amtsapothekers wurde am 8. Januar 1980 durch „Verordnung über Zuständigkeiten im Arzneimittelwesen“ des Landes NRW in einer Rechtsnorm verankert. Seit November 1997 ist das Gesetz über den Öffentlichen Gesundheitsdienst des Landes Nordrhein-Westfalen (ÖGD-Gesetz), hier § 20, die gesetzliche Grundlage. Die einzelnen Aufgaben des Amtsapothekers sind in der Verwaltungsvorschrift zur Durchführung von Verwaltungsaufgaben auf pharmazeutischem Gebiet festgelegt.

## Aufgabenbereich Überwachung
Amtsapotheker überwachen den Arzneimittelverkehr auf örtlicher Ebene. Sie inspizieren öffentliche Apotheken und Krankenhausapotheken auf der Grundlage des Apothekengesetzes und der Apothekenbetriebsordnung. Sie überwachen zusätzlich Krankenhäuser im Hinblick auf den ordnungsgemäßen Umgang mit Arzneimitteln. Dazu werden Stationsbegehungen durchgeführt. Sie überprüfen die gelagerten Arzneimittel und den Umgang mit Arzneimitteln in Alten- und Pflegeheimen und bei Rettungsdiensten sowie in anderen Einzelhandelsbetrieben (z. B. in Lebensmittelgeschäften, Kaufhäusern, Reformhäusern, Bioläden, Fitness-Studios, Sex-Shops, Baumärkten, Gartenfachgeschäften etc.) auf der Grundlage des Arzneimittelgesetzes und des Gefahrstoffrechts.
Weitere Aufgaben sind die Überwachung des Betäubungsmittelverkehrs im jeweiligen Kreis / in der jeweiligen Stadt in Apotheken, Krankenhäusern und Arztpraxen, der Prüfungsvorsitz von Schulen zur Ausbildung von Pharmazeutisch-technischen Assistenten (PTA) und die Überwachung der Durchführung klinischer Prüfungen von Arzneimitteln in Bezug auf das Arzt-Probanden-Verhältnis. Diese Aufgabe wurde im Jahre 2008 im GCP-Inspektorat (GCP = Good Clinical Practice) in Düsseldorf zentralisiert.

## Aufgabenbereich Sozialpharmazie
Mit Inkrafttreten des ÖGD-Gesetzes am 1. Januar 1998 sollen die Amtsapotheker auf dem Gebiet Sozialpharmazie tätig sein. Dabei sollen sie den Arzneimittelkonsum der Bevölkerung beobachten, dokumentieren, analysieren und bewerten sowie auf dieser Grundlage die Bevölkerung aufklären, informieren und beraten. Zudem sollen sie bei der Bekämpfung des Arzneimittelmissbrauchs mitwirken. Sie werden dabei vom Landeszentrum Gesundheit Nordrhein-Westfalen (LZG.NRW) unterstützt.

## Abgrenzung
Amtsapotheker sind von den Pharmaziedezernenten abzugrenzen. Pharmaziedezernenten sind pharmazeutische Fachbeamte eines Bundeslandes. Sie arbeiten nicht wie die Amtsapotheker in einem örtlichen Gesundheitsamt, sondern in einer Landesbehörde. Zum Teil überschneiden sich aber die Arbeitsgebiete.
Die routinemäßige Überwachung von Apotheken wird außerhalb Nordrhein-Westfalens durch ehrenamtliche Pharmazieräte durchgeführt.

## Amtsapotheker in der Schweiz
In der Schweiz werden unter Amtsapothekern alle Apotheker subsumiert, die in der Überwachung (Inspektoraten) oder in Bundesämtern (z. B. Swissmedic) arbeiten. Amtsapotheker werden in der Schweiz auch in der Bearbeitung von Regelwerken (z. B. im Rahmen der Krankenversicherung oder bei der Gesetzgebung) sowie in der Katastrophenorganisation und in der Prävention eingesetzt.
Darüber hinaus gibt es in mehreren Kantonen das Fachamt für den Bereich Heilmittel. Das Kantonsapothekeramt ist zuständig für die Überwachung der Sicherheit und Qualität in der Herstellung von Arzneimitteln, soweit dies in der kantonalen Zuständigkeit liegt. Kantonsapotheker führen im Berner Projekt „Drug Checking“ in Kooperation mit der Contact Stiftung für Suchthilfe kostenlos und anonym Untersuchungen von Amphetaminen und Lifestyle-Pillen durch.